# Eliseo Canaveri
Eliseo Félix Canaveri Roygt (1859–1919) fue un político y agente de bolsa argentino, quién sirvió como secretario y presidente del Bolsa de Cereales de Buenos Aires. También fue delegado de la Comisión Nacional Argentina durante la Exposición Universal de San Francisco de 1915.
Nació el 17 de mayo de 1859 en Buenos Aires, hijo de José Canaveri e Hipolita Roygt Suárez, perteneciente a una familia de raíces genoveses y catalanas. Hizo sus estudios elementales y universitarios en Buenos Aires, comenzando su carrera como "Corredor de Frutos" (distribuidor mayorista de frutas) a mediados de la década de 1880.
Estuvo casado con Margarita Rosenthal, hija de Herman Rosenthal, nacida en Holstein, y Ángela Dorrego, hija a su vez de Manuel Dorrego y Ángela Francisca Baudrix, familia vinculada a los principales acontecimientos políticos ocurridos en Argentina durante la década de 1820.
Se desempeñó en la Bolsa de Cereales de Buenos Aires, primero como secretario y luego como presidente desde 1908 a 1917. Tuvo una intensa actividad política, militando en la Unión Cívica Radical, con la cual fue parte de la Revolución del Parque. Se presentó como candidato al cargo de senador y diputado en las elecciones de 1913 y 1914.